# Heteroglenea
Heteroglenea – rodzaj chrząszczy z rodziny kózkowatych i podrodziny zgrzypikowych.

## Zasięg występowania
Przedstawiciele tego rodzaju występują na Półwyspie Indyjskim, w Azji Południowo-Wschodniej, zachodniej Oceanii, Chinach oraz Japonii.

## Systematyka
Do Heteroglenea należy 9 gatunków:
- Heteroglenea bastiensis
- Heteroglenea dolosa
- Heteroglenea fissilis
- Heteroglenea gemella
- Heteroglenea glechoma
- Heteroglenea mediodiscoprolongata
- Heteroglenea momeitensis
- Heteroglenea nigromaculata
- Heteroglenea vicinalis